# Возіян Микола Федорович
Микола Федорович Возіян (нар. 21 листопада 1939, Олександрія, Кіровоградська область, УРСР — пом. 21 серпня 2005, Кіровоград, Україна) — радянський футболіст, захисник та нападник.

## Життєпис
Народився в Олександрії, але професіональну кар'єру розпочав у 1959 році в складі команди з обласного центру, кіровоградської «Зірки». Дебютним голом у професіональній кар'єрі відзначився 29 травня 1959 року на 82-й хвилині переможного (5:0) домашнього поєдинку 9-о туру II зони Класу «Б» проти гомельського «Локомотиву». Микола вийшов на поле в стартовому складі та відіграв увесь матч. У футболці кіровоградського колективу зіграв 12 матчів та відзначився 1 голом. У 1960 році перейшов до криворізького «Авангарду». По ходу сезону 1961 року приєднався до луганського клубу «Трудові резерви», але закріпитися в складі луганців не зумів і, зігравши 3 матчі в Класі Б, залишив команду.
У 1962 році підсилив олександрійський «Шахтар», який того року дебютував у змаганнях команд майстрів. У команді був одним з ключових футболістів. За два сезони, проведені в складі «гірників», зіграв у Класі Б 69 матчів та відзначився 4-а голами, ще 3 матчі (1 гол) провів у кубку СРСР. Футбольну кар'єру завершував у кіровоградській «Зірці», кольори якої захищав з 1964 по 1965 рік (40 матчів у Класі Б, 2 поєдинки у Кубку СРСР).